# Catedral de Nuestra Señora de las Nieves (Nuoro)

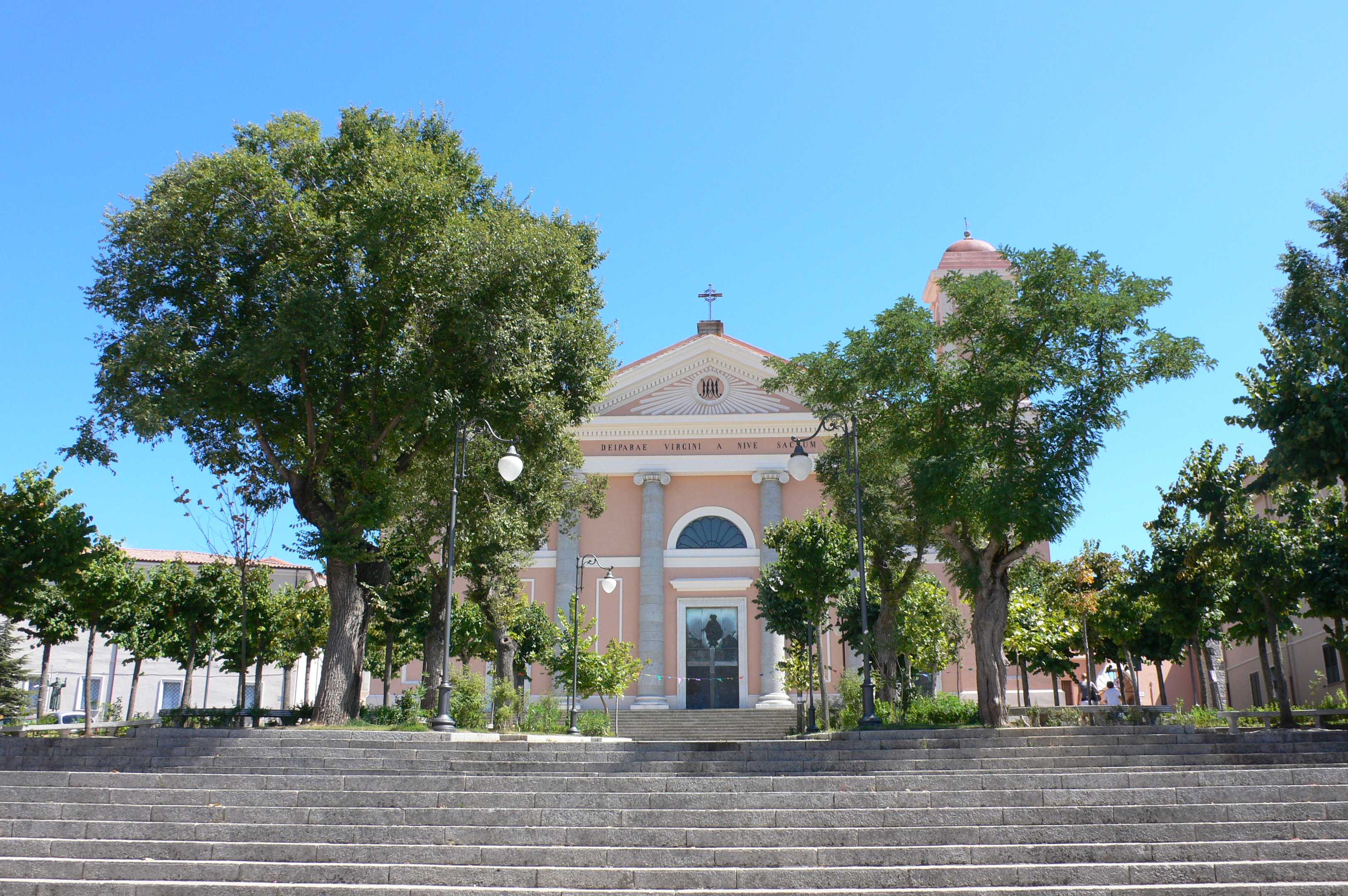
La catedral.

La Catedral de Nuestra Señora de las Nieves (en italiano: Cattedrale di Santa Maria della Neve) es el principal lugar de culto católico en Nuoro, Cerdeña, y la iglesia catedral de la diócesis de Nuoro.
Construida a mediados del siglo XIX, se levanta en una plaza llamada Piazza Santa Maria della Neve y está dedicada a Nuestra Señora de las Nieves, patrona de Nuoro, cuyo culto está íntimamente ligado a la basílica de Santa María la Mayor en Roma.

## Historia
En 1779, con una bula papal llamada Eam inter Cœteras, el papa Pío VI reconstituyó la antigua diócesis de Galtellì, que había sido abolida por el papa Alejandro VI en 1496. Sin embargo, la antigua sede de Galtellì era pequeña y no se consideró adecuada como hogar de una sede episcopal, y la elección de una nueva sede recayó en Nuoro. Este ya había sido durante siglos la sede de la pievania, primero en una antigua iglesia de San Emiliano, y luego en la iglesia de Santa Maria ad Nives, que data al menos de la primera mitad del siglo XVI. Al restablecer la diócesis, Pío VI eligió esa iglesia como su catedral.
En 1828, el obispo de Galtelli-Nuoro, Antonio Maria Casabianca, fue interdicto y poco después Giovanni Maria Bua, arzobispo de Oristán, fue nombrado administrador apostólico de la diócesis.
Buo consideró que la antigua iglesia era demasiado pequeña para servir como catedral permanente y ordenó que se derribara para dar paso a una nueva. Encomendó el trabajo de diseñarlo a un franciscano, frà Antonio Cano (1779-1840), que había estudiado arquitectura en Roma, y que ya había trabajado en la demolición y reconstrucción de iglesias en Oristán. Cano fue escultor y fraile laico de la Orden de Frailes Menores Conventuales.
La primera piedra se colocó el 12 de noviembre de 1836, poco después de que Carlos Alberto de Cerdeña declarara Nuoro ciudad. El presupuesto para el trabajo de construcción fue de 34 000 liras sardas, y un comentarista inglés señaló que la nueva iglesia parecía demasiado grande, ya que Nuoro ya tenía otras ocho iglesias.
En 1840, Cano se cayó de un andamio en la catedral, y murió a las pocas horas. Por casualidad, Buo también murió en el mismo año. Las obras de construcción se vieron interrumpidas por estos contratiempos, y también por la falta de fondos, pero el edificio se completó en gran parte en 1853. La nueva catedral fue consagrada el 3 de julio de 1873 por el obispo de la diócesis, Salvatore Angelo Demartis, y por el obispo Francesco Zunnui Casula.

## Arquitectura
La catedral es de estilo neoclásico y da a una gran plaza en el centro histórico de Nuoro. La fachada oeste recuerda un templo clásico, con cuatro semicolumnas de granito que tienen capiteles jónicos y sostienen un tímpano triangular. Este está enmarcado por dos campanarios idénticos, con una pequeña cúpula encima de cada uno de ellos. Los muros están construidos de granito y escombros, revestidos con cemento.

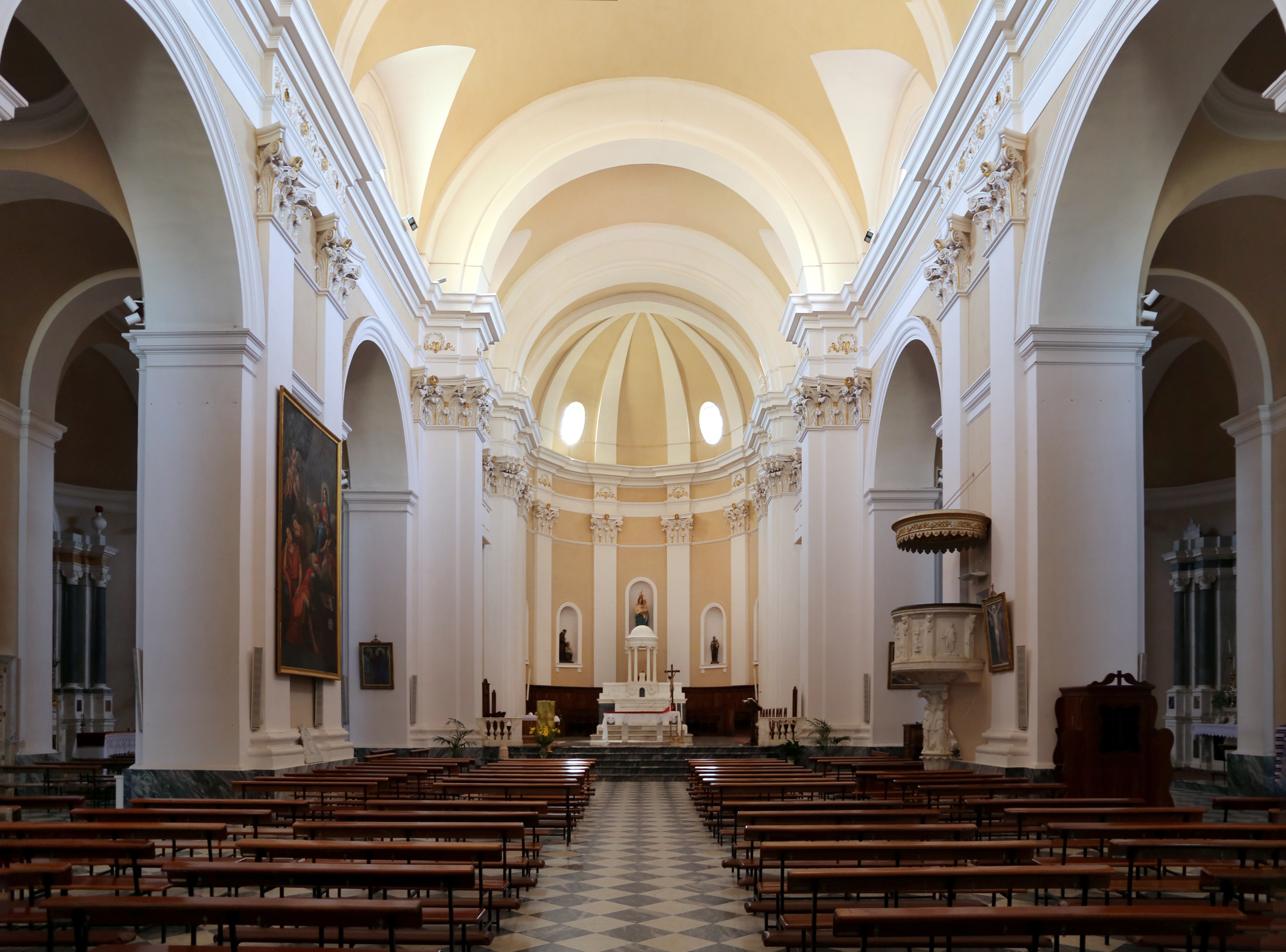
La nave.

El interior tiene una gran nave con bóveda de cañón, y alrededor de ella hay un entablamento sostenido por pilastras con capiteles corintios. Hay tres capillas a cada lado de la nave, conectadas entre sí y cada una con un ábside semicircular; los grandes espacios entre ellos dan el efecto de pasillos laterales. El presbiterio se eleva unos escalones por encima de la nave y en un principio estaba cerrado por un balaustre de mármol, que fue retirado tras las obras de restauración realizadas entre 2000 y 2006. En el extremo este de la catedral hay un ábside semicircular, decorado con un coro de madera.
En la primera capilla a la derecha de la nave se encuentra la pila bautismal y una estatua de San Juan Bautista, elementos reutilizados de la iglesia anterior. En la bóveda de esta capilla se conservan vestigios de un fresco realizado por Antonio Carboni, parcialmente oculto por yesos posteriores de principios del siglo XX. En la última capilla de la izquierda, dedicada al Sagrado Corazón, se encuentra el gabinete de la Eucaristía.

## Pinturas
Dentro del presbiterio hay una pintura del Cristo caído llorado por ángeles, atribuida durante mucho tiempo a Alessandro Tiarini, pero finalmente esta atribución fue rechazada, y ahora se informa que la obra fue obra de un pintor neoclásico desconocido de principios del siglo XIX. El resto de las pinturas pertenecen a la escuela sarda de los siglos XIX y XX.

## Fiesta del Redentor

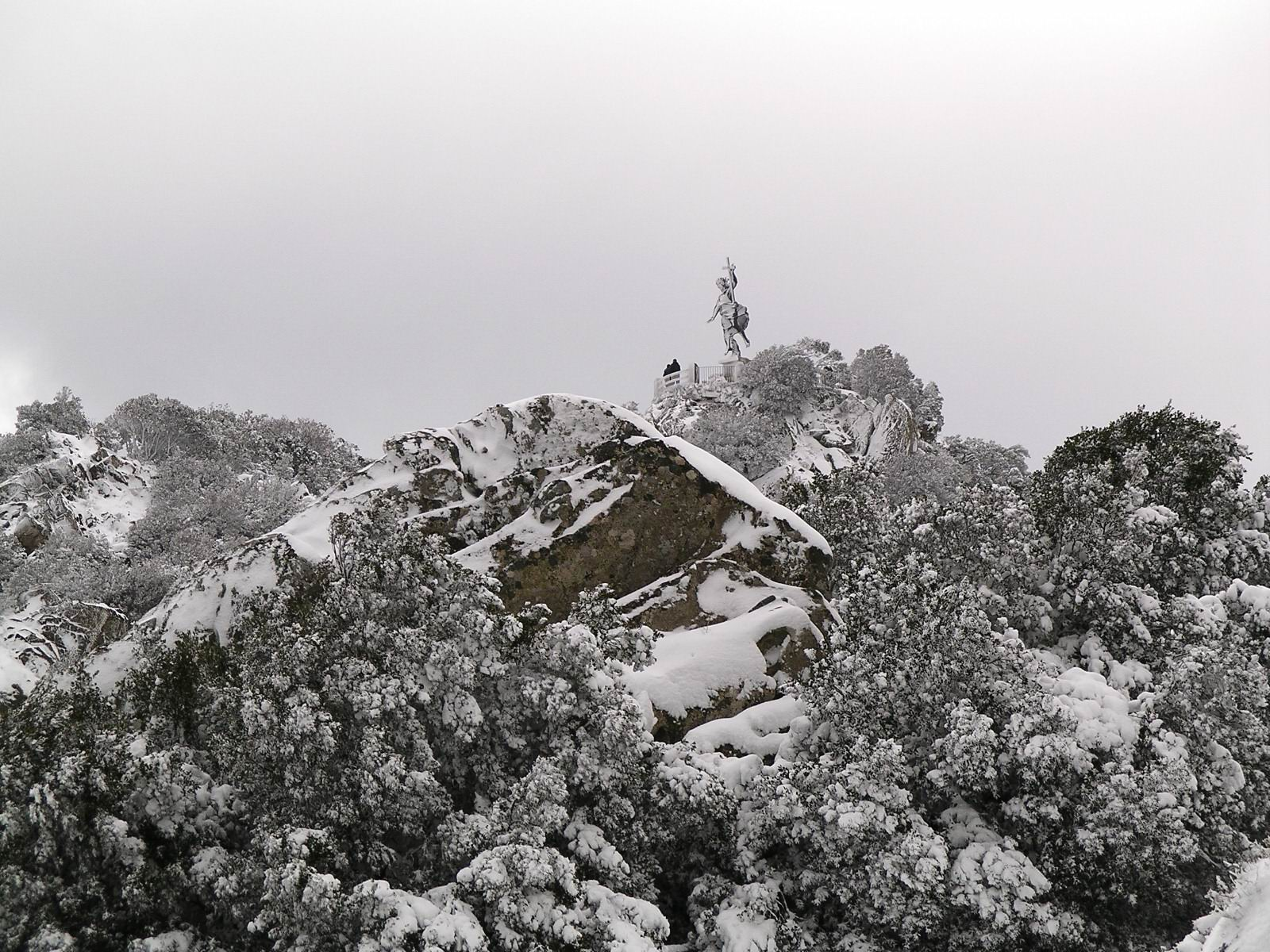
Estatua de Cristo Redentor, Ortobene.

La fiesta del Redentor comenzó en Nuoro en 1901, cuando se erigió una estatua de bronce del Cristo Redentor en la cima del monte Ortobene por iniciativa del papa León XIII, que había querido celebrar el nuevo siglo con diecinueve estatuas del Redentor en diecinueve regiones. Realizada en tierra firme, la estatua llegó por barco a Cagliari el 15 de agosto de 1901, en pedazos. Estos llegaron a Nuoro el 19 de agosto y el 29 fueron transportados a la cima de la montaña en seis carros tirados por bueyes. Reensamblada, la estatua tenía más de cuatro metros de altura y pesaba más de veinte quintales. El obispo Salvatore Demartis organizó la inauguración de la estatua e invitó a toda Cerdeña.
El 29 de agosto de cada año desde entonces, la congregación de la Catedral ha hecho una peregrinación a la estatua del Redentor en la cima de Ortobene. Se celebra una misa solemne que concluye la fiesta local. Hay un desfile de trajes tradicionales, con cantos y bailes, en el que participan todos los pueblos de Cerdeña, y esta es una de las mejores oportunidades para ver los trajes tradicionales de la isla.

## Galería

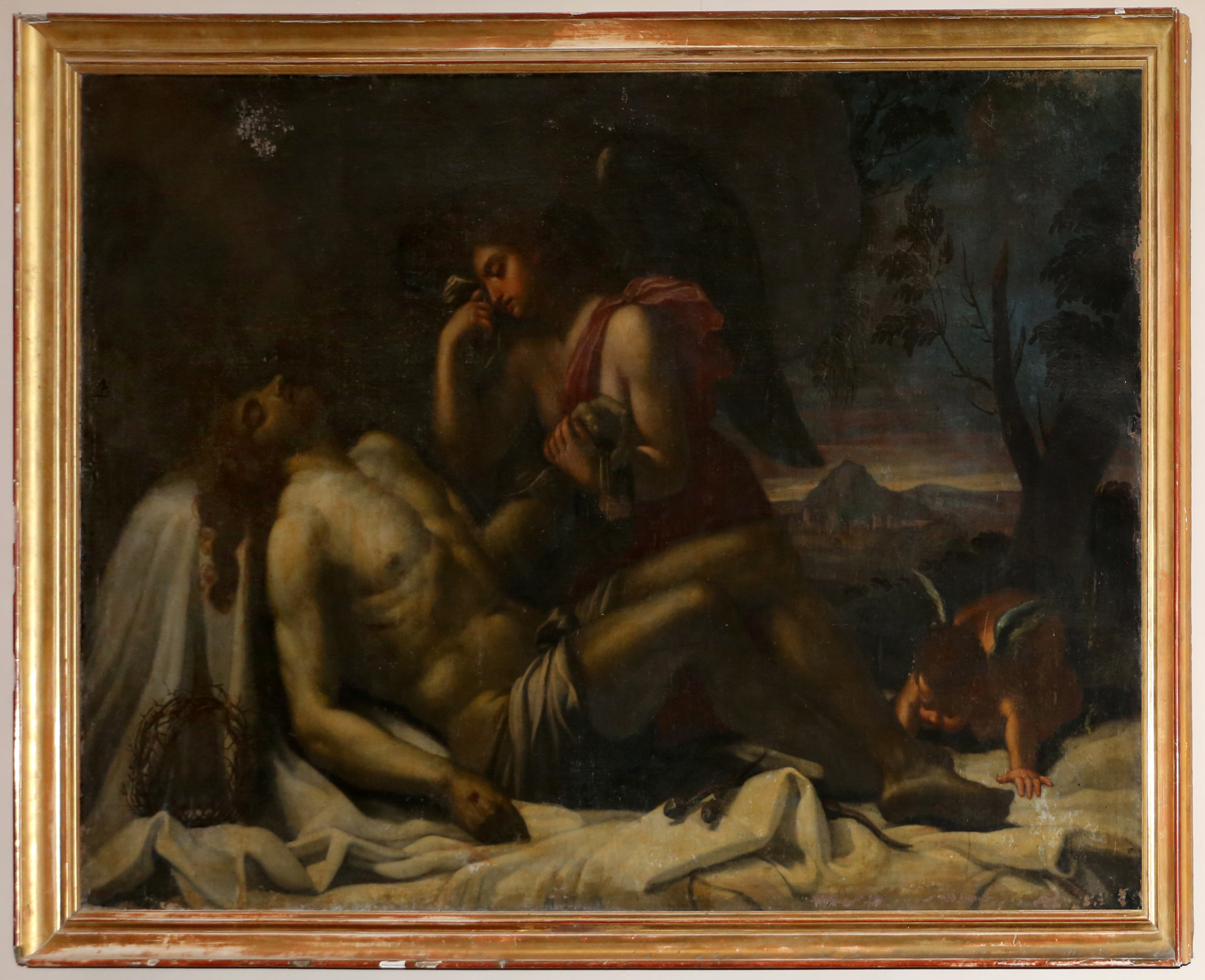
El Cristo caído llorado por los ángeles, c. 1810.
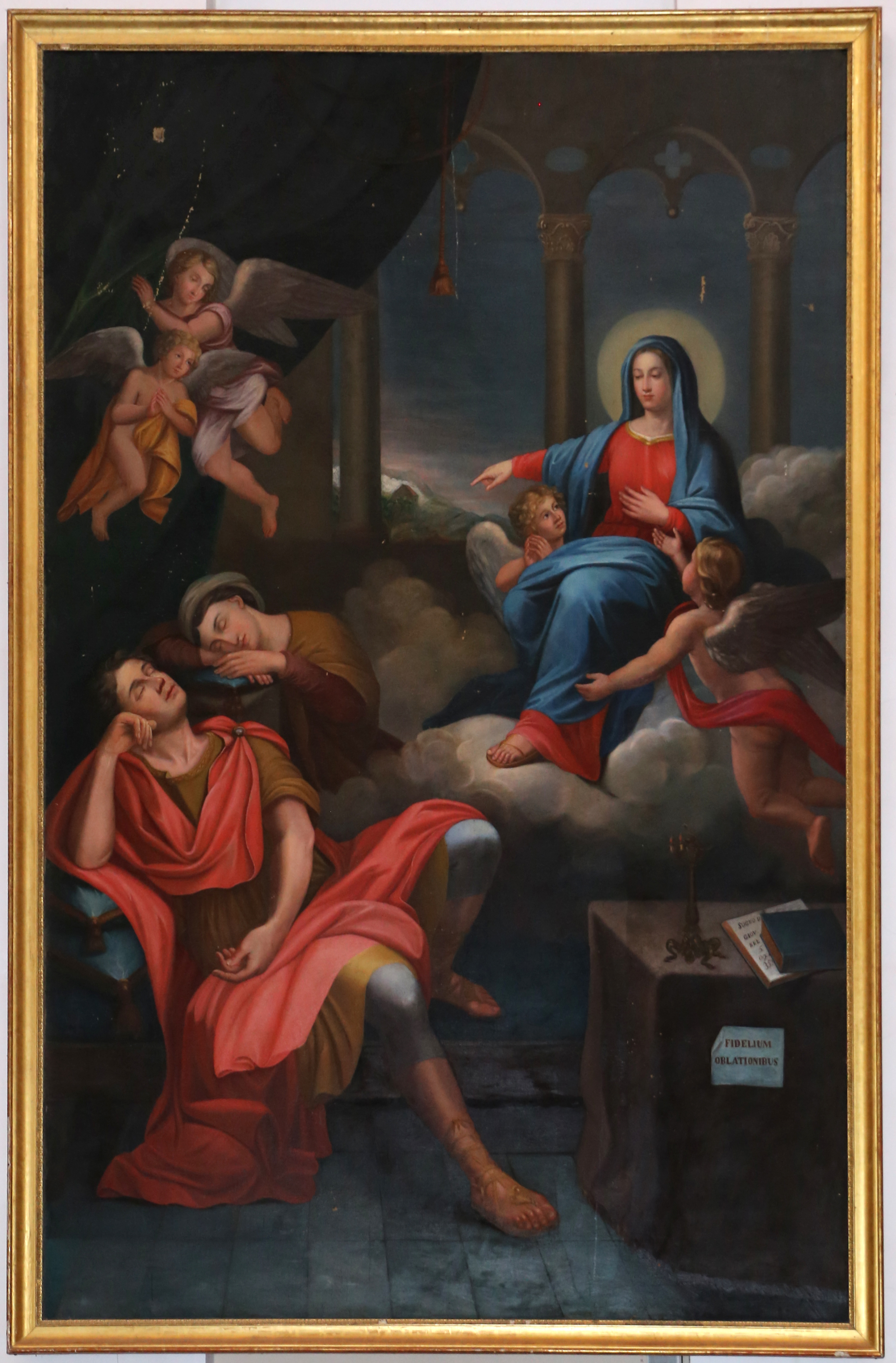
Sueño de San Juan, 1935.
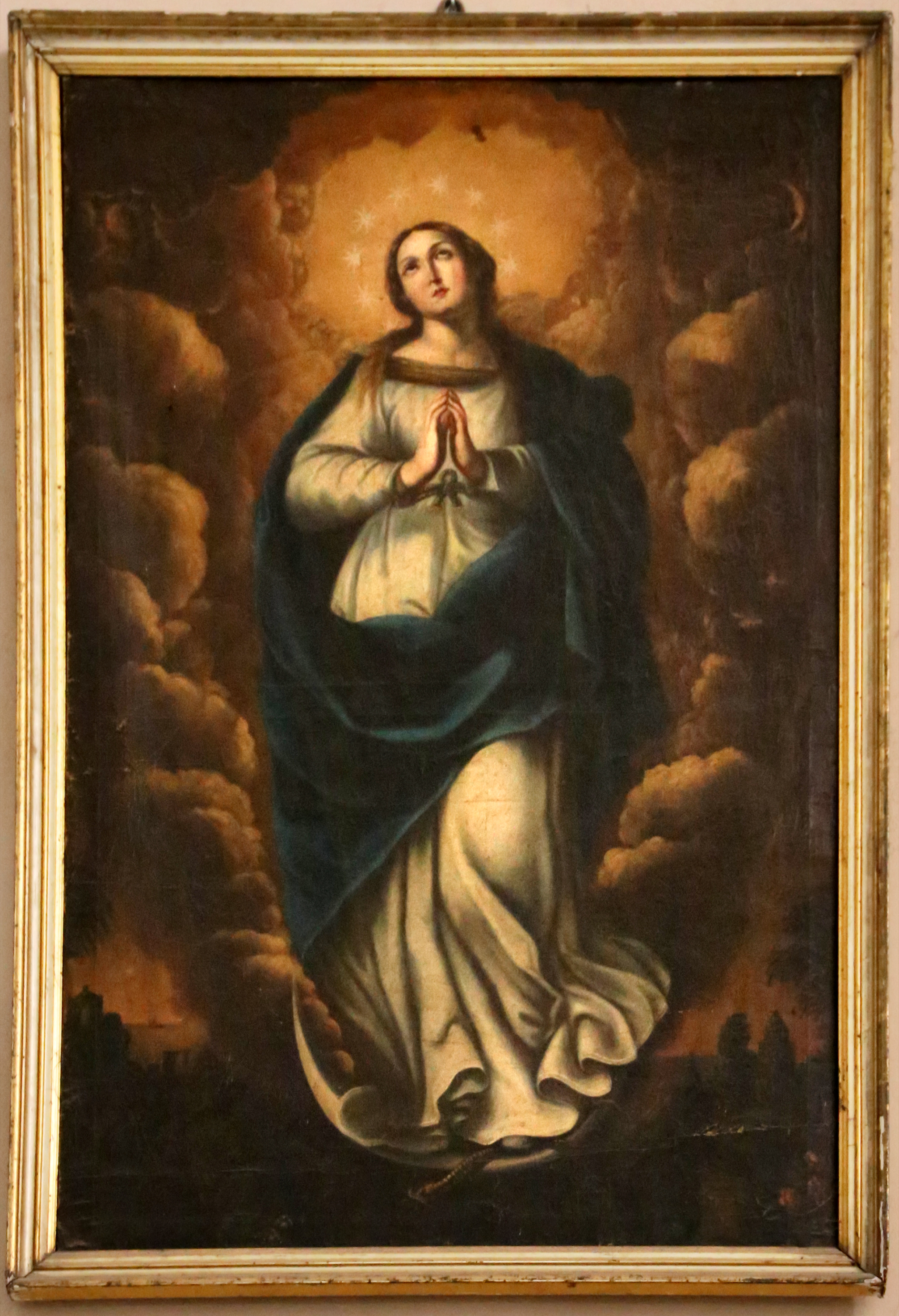
La Inmaculada Concepción.
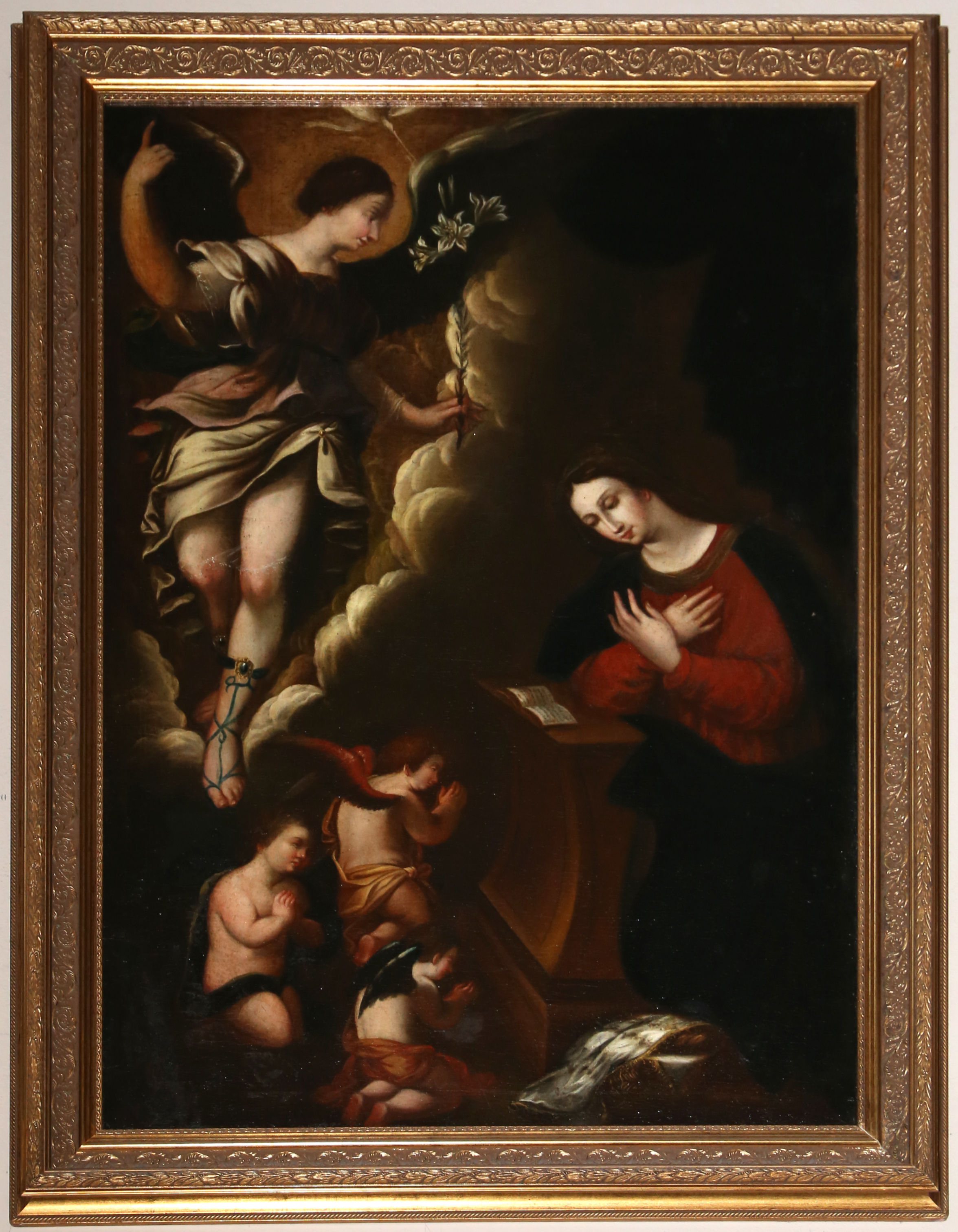
La Anunciación.
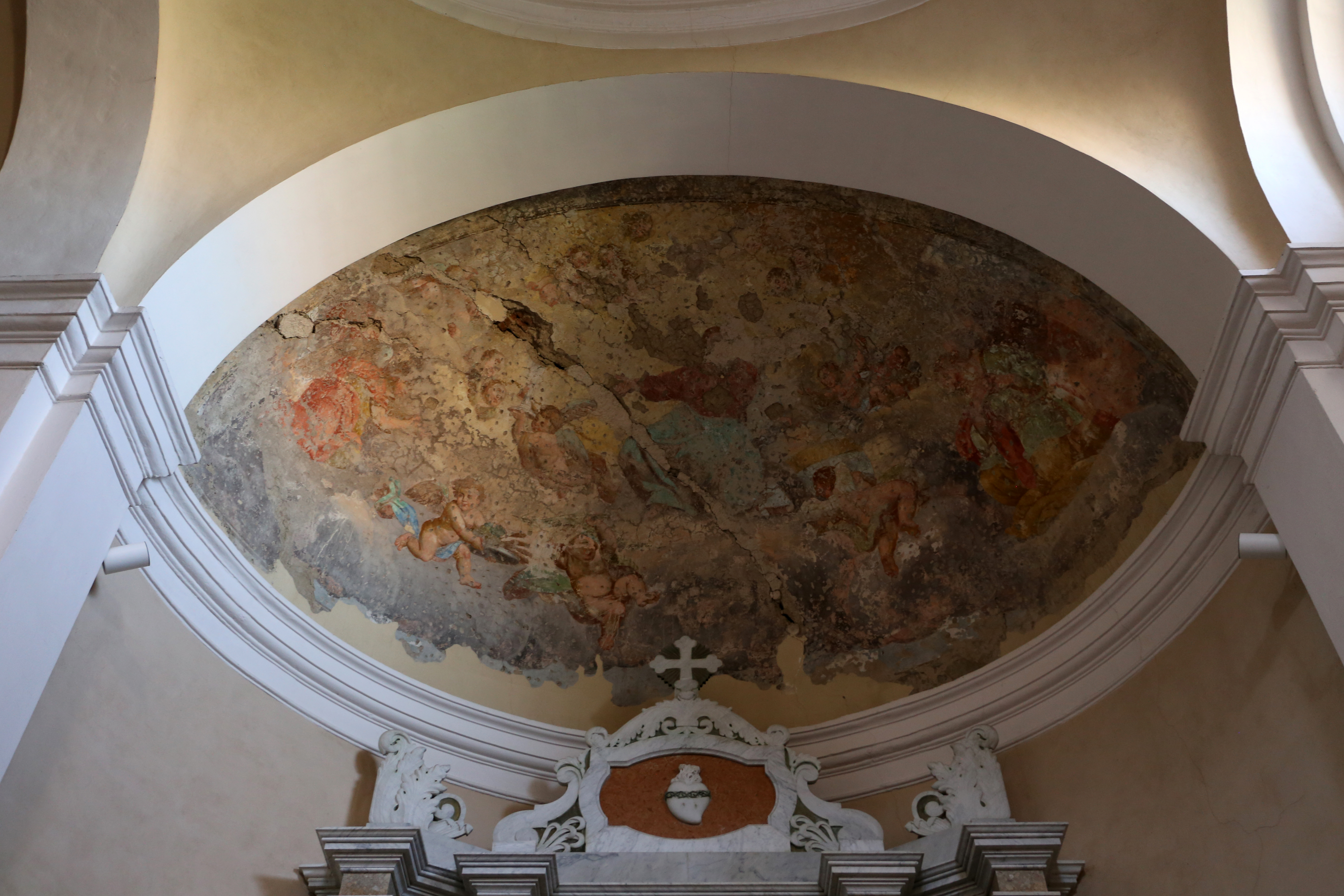
Fresco de la Asunción
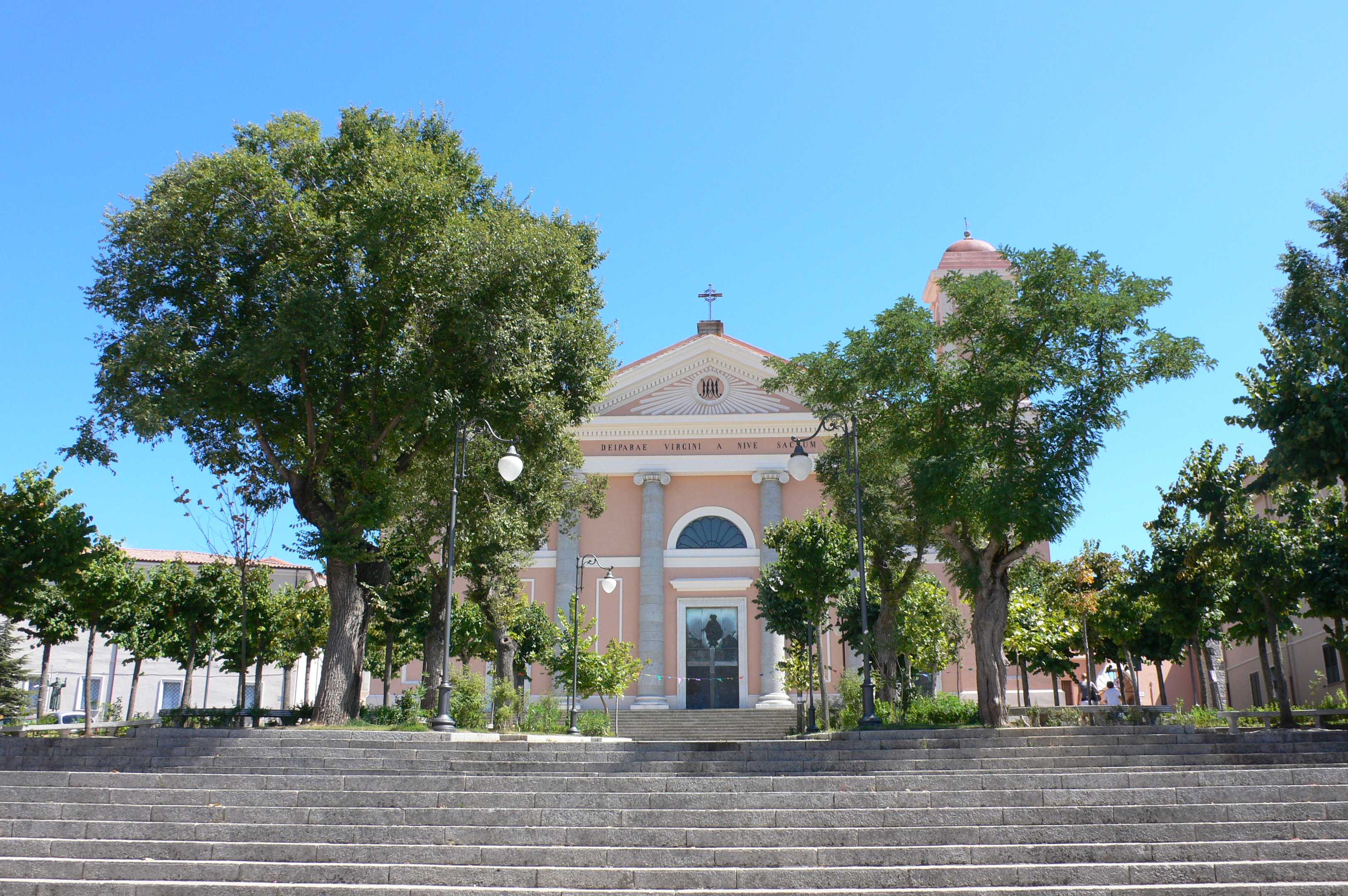
Vista a través de la plaza.
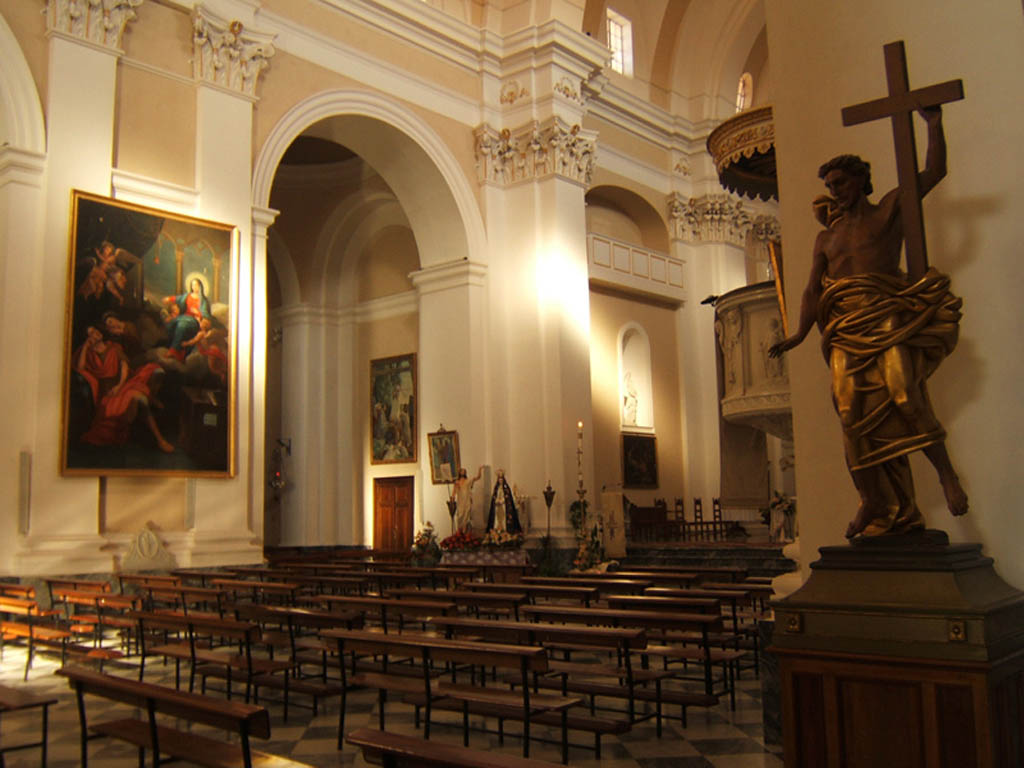
Vista a través de la nave.
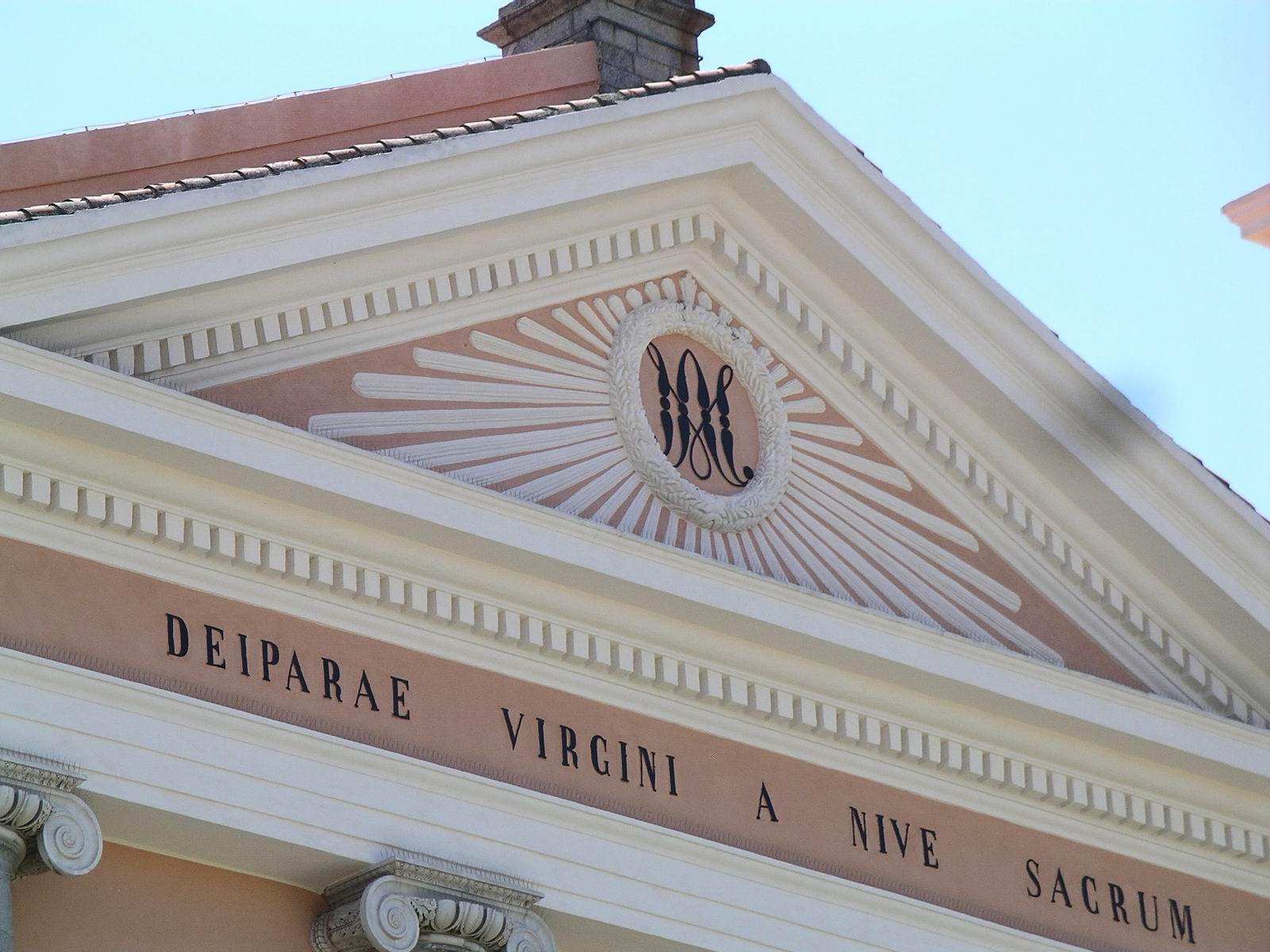
El tímpano.